# Xã South Red River, Quận Kittson, Minnesota
Xã South Red River (tiếng Anh: South Red River Township) là một xã thuộc quận Kittson, tiểu bang Minnesota, Hoa Kỳ. Năm 2010, dân số của xã này là 19 người.